# 11187 Richoliver
11187 Richoliver eller 1998 KO4 är en asteroid i huvudbältet som upptäcktes den 22 maj 1998 av LONEOS vid Anderson Mesa Station. Den är uppkallad efter Richard C. Oliver.
Asteroiden har en diameter på ungefär 4 kilometer och den tillhör asteroidgruppen Astraea.